# 허산시 (라이빈시)

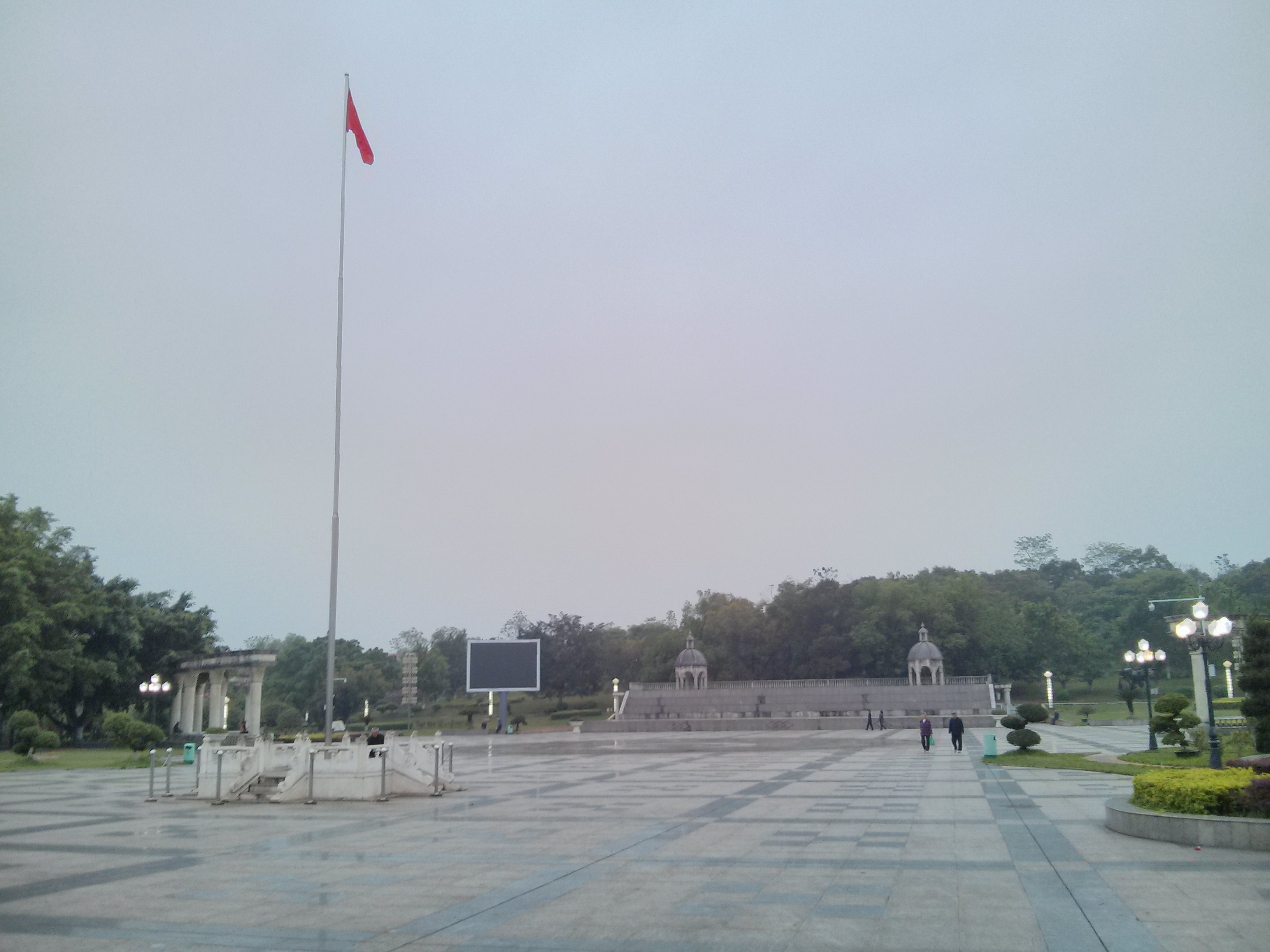

허산시(한국어: 합산시, 중국어: 合山市, 병음: Héshān Shì)는 중국 광시 좡족 자치구 라이빈시의 현급 행정구역이다. 넓이는 350km2이고, 인구는 2007년 기준으로 140,000명이다.

## 기후
연평균 기온은 20.6℃이고 연평균 강수량은 1323mm이다.

## 행정 구역
1개 진, 2개 향을 관할한다.
- 진: 岭南镇.
- 향: 北泗乡, 河里乡.